# Stefanie Rehm
Stefanie Sigrid Rehm, geb. Marmai (* 12. Juni 1950 in Zschorlau) ist eine deutsche Pädagogin und Politikerin (CDU).

## Leben
Nach dem Abitur 1969 an der Erweiterten Oberschule in Aue nahm Rehm ein Studium der Pädagogik auf, das sie 1974 mit dem Diplom als Lehrerin für Deutsch und Musik abschloss. Anschließend arbeitete sie als Lehrerin im Kreis Aue. Zusätzlich absolvierte sie ein Fernstudium und bestand die Sprachkundigenprüfung für die Fächer Russisch und Englisch. 1994 nahm sie eine Tätigkeit am Staatsinstitut für Schulqualität und Bildungsforschung in München auf. Von 2001 bis 2003 war sie Leiterin der Außenstelle Schloss Lichtenwalde der Sächsischen Landesstiftung Natur und Umwelt. Danach war sie als Referentin (interregionale Partnerschaften, Projektarbeit, MOE-Regionen) für das Sachsen-Verbindungsbüro Brüssel tätig, das der Sächsischen Staatskanzlei untersteht. Von 2012 bis 2017 arbeitete sie als Büroleiterin in dem der Sächsischen Staatskanzlei unterstellten Verbindungsbüro in Prag. Seit dem Schuljahr 2017/2018 ist sie in einer Oberschule im Erzgebirge wieder als Lehrerin tätig.

## Politik

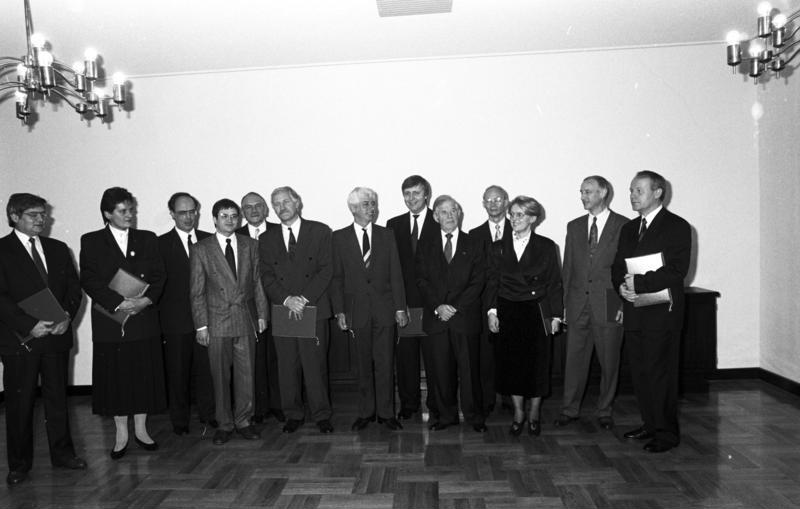
Kabinett Biedenkopf; dritte Person von rechts: Stefanie Rehm

Rehm trat 1969 in die Ost-CDU ein und wurde nach der politischen Wende in der DDR Mitglied der CDU. Sie gehörte der ersten frei gewählten Volkskammer an und war dort Mitglied des Bildungsausschusses sowie des Präsidiums. Vom 3. Oktober 1990 bis zum Ende der Legislaturperiode war sie Mitglied des Deutschen Bundestages. Am 8. November 1990 wurde sie als Staatsministerin für Kultus in die von Ministerpräsident Kurt Biedenkopf geführte Regierung des Freistaates Sachsen berufen. Während ihrer Amtszeit entließ sie politisch belastete Lehrer aus dem Schuldienst, geriet daraufhin in die Kritik und trat am 15. Februar 1993 von ihrem Ministeramt zurück.